# Історія Ямайки

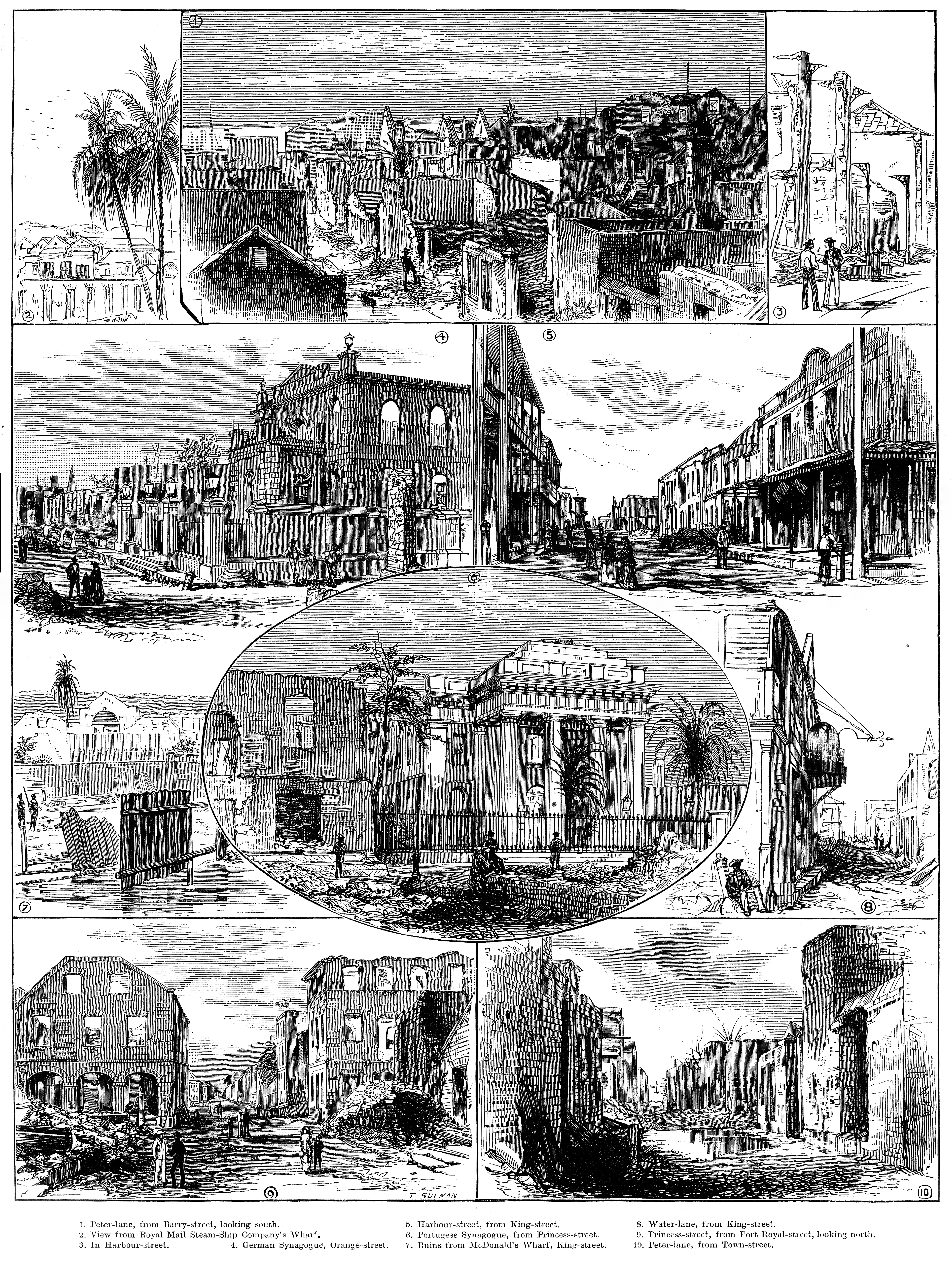
Після пожежі у Кінгстоні 1882 року.

Історія Ямайки

## Давні часи
Острів був заселений індіанським племенем таїно, спорідненим з араваками, у 1000 р. до н.е. Вони знаходились на різних стадіях первісного ладу. Основним їхнім заняттям було землеробство (кукурудза, маніок, ямс, картопля, тютюн).

## Іспанська колонія (1509-1655)
Про Ямайку Колумб почув від індіанців Куби під час другої експедиції. Вони стверджували, що на сусідньому острові, трохи на південь, можна знайти багато золота. У травні 1494 року іспанці відкрили острів і нарекли його на честь королівської сім'ї островом Фердинанда й Ізабелли. Проте назва не прижилася й залишилася місцева, аравакська, Хаймака, що означає „земля джерел”.
Активна колонізація острова почалася у 1509 р., який став проміжною базою для постачання іспанських поселень та експедицій в Америці, що призвела до швидкого винищення індіанців у XVI ст. Перші негри-раби з Африки були завезені у 1517.

## Англійська колонія (1655—1962)
Ямайку англійці отримали внаслідок англо-іспанської війни 1654—1660 рр. У 1655 Олівер Кромвель послав експедицію для захоплення Ямайки на чолі з адміралом Пенном та генералом Венаблесом. 10 травня 1655 р. англійці висадилися у форті Пассаж, в гавані Кінгстону. Іспанцям було дано декілька днів щоб покинути острів. Більша частина з них поплила на Кубу.  16 липня 1670 р. було підписано  Мадридський договір, згідно з яким  від Іспанії острів офіційно переходив у володіння Великої Британії. Одним із перших губернаторів острову став генерал Дойлі. У 1661 р. прибула Асамблея з Англії, яка формально призначила Дойлі губернатором. Було створено Раду, яка б допомагала йому керувати новоствореною британською колонією. Цей орган мав обиратися серед колоністів. 
Освоєння Ямайки базувалося на широкому використанні рабської праці чорношкірого населення Африки. На англійських плантаціях Ямайки в 1690 р. працювало 49 тис. рабів, а до 1820 р. сюди привезли ще 800 тис. невільників. Цукрова тростина стала монокультурою острова, який перетворився у XVIII ст. у найбільшого постачальника цукру-сирцю на світовий ринок і в один з найбільших центрів работоргівлі у Вест-Індії. Високою серед рабів була смертність. Так, у тому ж 1820 р. на плантаціях Ямайки залишилося 340 тис. чорношкірих, тобто втрати населення катастрофічно перевищували природний приріст і покривалися лише шляхом механічного приросту. Білого ж населення було всього 19 тис. осіб. Жорстока експлуатація та насилля викликали численні повстання негрів-рабів — із середини XVII до початку XIX ст на Ямайці їх пройшло понад 30. Всі вони жорстоко придушувались англійськими військами.
Майже 100 років у внутрішніх районах острова проіснувало декілька незалежних спільнот марунів — втікачів рабів та їх нащадків. Отримавши поразку у спробі подолати марунів зброєю, англійці уклали з ними мир (1739), прийнявши при цьому їхню автономію. Ті ж повинні були допомагати у розшуку рабів-втікачів. 1795 року англійці спровокували повстання марунів і виселили більшу частину з острова. Маруни, що не повстали, залишились у Ямайці, де живуть і понині.
На початку XIX ст. виникає новий підйом руху рабів (виступи 1806, 1808, 1809, 1815, повстання 1823—1824 років).1831—1832 років у північній та західній частинах повстало до 20000 осіб. Подавлене колонізаторами повстання прискорило відміну рабства 1838 року. Після звільнення, більша частина негрів пішла з плантацій, у зв'язку з чим виробництво цукру у 1838-1842 роках скоротилось вдвічі. У жовтні 1865 року у Морант-Беї спалахнуло повстання негрів, англійці жорстоко розправились з повстанцями (страчені керівники Джордж У.Гордон і Пол Богл 1968 року були посмертно нагороджені вищою нагородою Ямайки — орденом Національного героя). Побоюючись нових повстань, англійці створили низку каральних органів — поліцію, суди тощо.
Наприкінці 60-х років в економіку Ямайки активно проникає американський капітал. На початок XX ст. більша частина бананових (на кінець 1970-х років банани зайняли 1 місце в експорті Ямайки) та значна частина цукрових плантацій опинились в руках компанії «Юнайтед Фрут Компані». 1908 року з'являються перші профспілки.
На початку XX ст. по світі пройшла хвиля антиімперіалістичних революцій. На Ямайці пройшли страйки 1919 та 1923 років. У другій половині 1930-х років через світову економічну кризу на острові пройшли численні страйки та «голодні походи». У вересні 1938 року англійці були вимушені скасувати обмеження профспілок, дозволити створення партій. Так були створені Народна національна партія, Конгрес профспілок Ямайки та Виробничий союз Бустаманте, в 1943 році — Лейбористська партія Ямайки.
В часи Другої Світової війни США створили на острові військову базу. 1943 року була прийнята конституція, яка надавала загальне виборче право та дозволяла створення виборчої палати представників. У лютому-березні 1954 року пройшов 30-ти тисячний страйк  робітників цукрових плантації, який подавили війська.
1958 року Ямайка увійшла до Вест-Індської федерації. 1959 року англійцям довелось надати острову внутрішню автономію. Референдум 1961 року призвів до виходу Ямайки із федерації і 6 серпня 1962 року вона здобула незалежність.

## Незалежна Ямайка
З самого початку незалежності в країні була прийнята нова конституція, за якою Ямайка залишалась у складі Британської Співдружності. У серпні 1962 — січні 1967 років уряд очолював   А.Бустаманте, голова Лейбористської партії Ямайки. Влада була поділена між 2 партіями —консервативною Народною національною партією та Соціал-демократичною робітничою партією Ямайки. Хоча вибори часто закінчувалися заворушеннями і насиллям, владним інституціям вдавалося зберігати стабільність.
1962 року Ямайка стала членом ООН, 1963 року підписала договір із США про військову та економічну підтримку. США зайняли 1 місце у експорті та імпорті острова, вони викупили більшість підприємств та банків. Це призвело до масових заворушень через політику лейбористської партії в уряді. 1969 року Ямайка вступила до Організації Американських Держав, приєдналась до договору Тлателолько (1967).
Після парламентських виборів 1972 року уряд очолив  М.Менлі  з Народної національної партії. Влада обмежувала іноземний капітал, націоналізувала велику частину потужностей видобутку бокситів. Ямайка підписала і ратифікувала низку договорів щодо обмеження ядерного озброєння. 1973 року Ямайка підписала в Порт-оф-Спейні договір про створення Карибської співдружності.
У жовтні 1980 року на виборах знову перемогла Лейбористська партія, яка проголосила курс на зближення із США.
У 1980-х прем'єр-міністр Ямайки  Едвард Сіага  підтримав політику Сполучених Штатів проти Куби та Гренади. Ямайка в той час отримувала фінансову допомогу від США.
У 1989 році на острів обрушився ураган Ґілберт.
У 1998 ямайські футболісти на чолі з бразильським тренером Рене Сімойнш зайняли четверте місце у змаганнях за Золотий кубок КОНКАКАФ.
З 2006 р. до 2009 р. генерал-губернатором Ямайки був Кеннет Холл, який змінив на посаді Говарда Кука. 26 лютого 2009 р. посаду зайняв Патрік Аллен.
У 2007 р, прем'єр-міністром став Брюс Голдінг від Лейбористської партії Ямайки, замінивши прем'єр-міністра  Поршу Сімпсон-Міллер  від Національної народної партії. Сімпсон-Міллер була першою жінкою на цій посаді.